# Adobe Contribute
Adobe Contribute (dawniej Macromedia Contribute) – program stworzony przez firmę Macromedia, a po jej wykupieniu przez firmę Adobe Inc. w roku 2005 rozwijany przez Adobe, służący do edycji witryn internetowych online, a więc bezpośrednio na serwerze, podobnie jak w serwisach typu Wiki (ale w trybie wizualnym, a nie tekstowym).
Contribute może być wykorzystywany przez indywidualnego użytkownika, jak i w środowisku korporacyjnym, gdzie aktualizacja zawartości witryn należy do wielu osób – jest to główne przeznaczenie programu.
Osoba administrująca witryną może przydzielić poszczególnym osobom (redaktorom) uprawnienia do edycji samej treści, rezerwując prawo do modyfikacji struktury witryny i szkieletu poszczególnych stron dla bardziej doświadczonego administratora – pozwala to uniknąć przypadkowego uszkodzenia strony. Centrum administracyjne zawiera narzędzia do precyzyjnego określenia wszelkich uprawnień.
Redaktorzy treści dysponują własnymi kopiami Contribute, za pomocą których łączą się z witryną (w programie automatycznie zapisywane są połączenia z wszystkimi redagowanymi witrynami) i aktualizują jej zawartość online. Strona ze zmienioną treścią może być zachowana do późniejszej edycji, wysłana do innej osoby do oceny lub ostatecznie zapisana na serwerze.
Contribute obsługuje podstawowe techniki webmasterskie, jak redakcja treści i formatowanie tekstu, wstawianie grafik, tabel i odsyłaczy. Obsługiwane są też dokumenty MS Office i technika Adobe Flashpaper.